# هيوكي (كاغوشيما)
مدينة هيوكي (بالإنجليزية: Hioki)‏ هي أحد المدن التابعة لمحافظة كاغوشيما. تأسست رسميًا في 01/05/2005. ويقدر عدد سكانها بـ 51472 نسمة حسب تقدير مكتب الإحصاء الياباني لعام 2012. تبلغ مساحة هيوكي 253.06 كم2. بكثافة سكانية تبلغ 203 نسمة/كم2.

## أعلام
- ميكا ناكاجيما
- ماسافومي أورويما